# Upper Panton River
Der Upper Panton River ist ein Fluss im Nordosten des australischen Bundesstaates Western Australia. Er liegt in der Region Kimberley und ist ein Quellfluss des Panton River.

## Geografie
Der Fluss entspringt an den Südhängen des Springvale Hill an der Südseite des Ostteils der King Leopold Ranges und fließt zunächst nach Südosten durch die Siedlung Springvale. Er unterquert den Great Northern Highway, biegt nach Süden ab, fließt entlang des Highway und bildet etwa neun Kilometer weiter, östlich des Alice Hill, zusammen mit dem Little Panton River den Panton River.

### Nebenflüsse mit Mündungshöhen
Nebenflüsse des Upper Panton River sind:
- Roses Yard Creek – 374 m
- Wild Dog Creek – 362 m